# Kanton San Cristóbal
Der Kanton San Cristóbal ist ein Gemeindebezirk im Departamento Potosí im südamerikanischen Andenstaat Bolivien.

## Lage im Nahraum
Der Cantón San Cristóbal ist einer von zwölf Kantonen im Municipio Colcha „K“ in der Provinz Nor Lípez. Er grenzt im Norden an den Kanton Río Grande, im Nordwesten an den Kanton Colcha „K“, im Westen an die Provinz Enrique Baldivieso, im Süden an die Provinz Sur Lípez, und im Osten an den Kanton Cocani.
Der Kanton erstreckt sich zwischen etwa 20° 50' und 21° 42' südlicher Breite und 66° 45' und 67° 33' westlicher Länge, er misst von Norden nach Süden bis zu 105 km, von Westen nach Osten 75 km. Im nördlichen Teil des Kantons liegt der Verwaltungssitz des Kantons, San Cristóbal, mit 922 Einwohnern (Volkszählung 2001).

## Bevölkerung
Die Einwohnerzahl in dem Kanton lag bei der Volkszählung 2001 bei 1980 Einwohnern.

## Gliederung
Der Kanton gliedert sich in folgende Unter- oder Subkantone (vicecantones):
- Subkanton Cristóbal – 983 Einwohner (2001) (mit der Ortschaft San Cristóbal)
- Subkanton Culpina K – 371 Einw.
- Subkanton Comunidad Vilama – 233 Einw.
- Subkanton Comunidad Vila Vila – 232 Einw.
- Subkanton Comunidad Iscay Uno – 44 Einw.
- Subkanton Toldos – 12 Einw.
- Subkanton Culpina – 16 Einw.
- Subkanton Iscay Uno – 65 Einw.
- Subkanton Villa Catavi – 24 Einw.